# Baldwin County, Georgia
Baldwin County är ett administrativt område i delstaten Georgia, USA, med 45 720 invånare. Den administrativa huvudorten (county seat) är Milledgeville. 

## Geografi
Enligt United States Census Bureau så har countyt en total area på 693 km². 670 km² av den arean är land och 23 km² är vatten.

### Angränsande countyn
- Putnam County, Georgia - nord
- Hancock County, Georgia - nordost
- Washington County, Georgia - öst
- Wilkinson County, Georgia - syd
- Jones County, Georgia - väster